# Syngrapha rectangula
Syngrapha rectangula là một loài bướm đêm trong họ Noctuidae.